# Крижанівський Федір Іванович

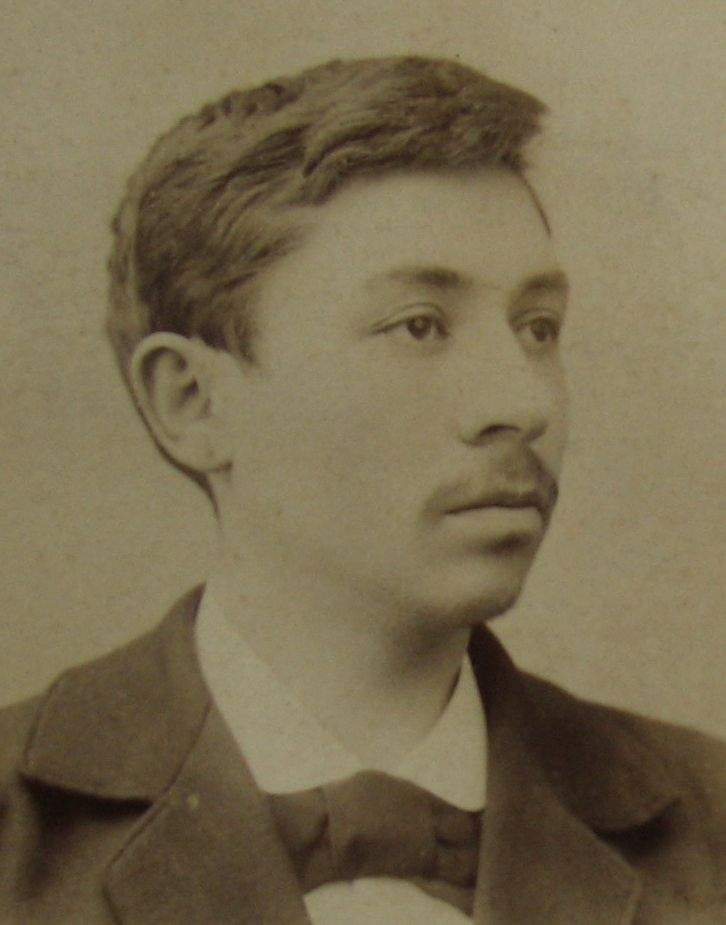

Фе́дір Іва́нович Крижані́вський (4 вересня 1878 Скибинці Сквирський повіт, нині Тетіївський район — 28 квітня 1938) — український кооператор, політичний діяч. Член Української трудової партії та її лідер. Один із засновників Української Центральної Ради.

## Біографія
Навчався на медичному та юридичному факультетах Юр'євського (нині Тартуський) університету. За участь у студентському русі 1904 був заарештований і відбув піврічне тюремне ув'язнення.
У 1907 році закінчив юридичний факультет Петербурзького університету і переїхав до Києва. Працював юрисконсультом у конторі Держбанку (Київ), кооперативних банківських установах, зокрема Київсоюзбанку (1912—1919), був одним з організаторів кооперативного руху в Україні. Належав до Київської громади, Товариства українських поступовців, Українського клубу в Києві.
Став одним із засновників Української Центральної Ради, 20 (7) квіт. 1917 був обраний заступником голови, членом Комітету Української Центральної Ради. Разом з однодумцями-кооператорами 1917 створив Українську трудову партію (установчий з'їзд відбувся 18 жовтня в Києві). Був лідером партії фракції в УЦР та Малій раді.
У 1919—1921 роках — заступник голови правління Українбанку. З 1921 року — професор Київського кооперативного інституту.
У 1930 році заарештований органами Державного політичного управління УСРР. Після 3-х років ув'язнення повернувся до Києва. У 1938 році заарештований вдруге.
Розстріляний за пртоколом «трійки» НКВС у Києві 28 квітня 1938 року.

## Праці
- Крижановський, [Ф.] Автономія України і Всеросійські Установчі збори (Що до нашої тактики) : доклад, прочитаний на першому Всеукраїнському Національному Конгресові у Києві 6 - 9 квітня 1917 року / [Ф.] Крижановський. – Київ, 1917. – 10 с.
- Крижанівський Ф. І. Кооперативний Земельний Банк / Ф. І. Крижановський . – К. : Всеукр . Кооперат . Видавн . Союз . Друк . Т - ва « Робітн . Книгарня » , 1918. – 20 с .